# Dave Evans
Dave Evans   (Carmarthen, 20 de juliol de 1953) és un músic d'origen gal·lès criat a North Queensland, Austràlia. Quan va complir els 17 anys es va traslladar a Sydney, on va conèixer els germans Malcolm i Angus Young, Colin Burgess i Larry van Kriedte, amb els quals va formar AC/DC, que amb el temps ha arribat a ser considerada com una de les bandes de Hard rock més grans de tots els temps i de la qual Evans va ser el primer vocalista.

## Biografia
Evans va néixer a la ciutat gal·lesa de Carmarthen, i la seva família es va traslladar a Austràlia quan ell tenia cinc anys. Es van establir a la ciutat de Queensland de Townsville, i més tard es van traslladar a Charters Towers, on va formar la seva primera banda als disset anys. Més tard es va traslladar a Sydney.

## AC/DC
Evans va ser un dels diversos membres d'AC/DC abans que la banda maduri i comencés a tocar tota la música original, juntament amb Colin Burgess i Larry Van Kriedt.Va ser membre de la banda des dels seus inicis el novembre de 1973 fins al setembre de 1974 abans de ser substituït oficialment per Bon Scott l'octubre de 1974. Durant el seu temps amb AC/DC, Evans va gravar un senzill, una composició Young/Young ("Can I Sit Next To You , Girl"/ "Rocking in the Parlour") que es va estrenar a Austràlia i Nova Zelanda. També es va rodar un vídeo promocional de baix pressupost per al senzill. Va assolir el màxim a nivell nacional al número 50 a les llistes d'Aria (Kent). La cançó es va tornar a gravar més tard amb Bon Scott. Van substituir Evans per Scott mentre canviaven el seu so de glam rock a blues rock més dur. Evans ha citat la gelosia i un altercat físic amb el mànager durant una intensa gira nacional com a motiu del seu acomiadament, i també ha dit en entrevistes que la història primerenca d'AC/DC s'ignora injustament. Antic El director d'AC/DC, Michael Browning, va escriure a les seves memòries Dog Eat Dog d'Evans: "No hi ha falta de respecte a Dave, però no ho haurien fet amb ell com a cantant. Podia cantar bé, però no ho tenia. El personatge, el sentit de l'humor, l'arrossegament, mai no arribaran tan lluny com en Dave era el veritable negoci.
El primer concert d'AC/DC va ser en el Chequers Nightclub de Sydney la nit de cap d'any de 1973, on la banda va presentar en viu el seu primer single Can I Sit Next To You Girl/ ocking in The Parlor. Poc després, diversos enutjos amb els germans Young dur a Dave a abandonar la banda. Va ser substituït per Bon Scott, a qui Malcolm i Angus havien conegut poc temps abans. Dave va seguir la seva carrera en solitari en una banda anomenada Rabbit a partir de 1975. Amb Rabbit gravar un parell de discos, "Rabbit" i "Too Much Rock And Roll", i va aparèixer en nombrosos shows de televisió. Després d'uns anys d'absència, el 1985 va formar Dave Evans and Thunder Down Under, banda que va gravar un disc de tribut a AC / DC anomenat 'A Hell of a Night'. L'any 2006 va aparèixer el seu reeixit "Sinner", disc amb el qual va fer la seva corresponent gira per pels Estats Units, Europa i Austràlia.